# Limeshain
Limeshain ist eine Gemeinde im  hessischen Wetteraukreis. Der Sitz der Gemeindeverwaltung befindet sich im Ortsteil Himbach.

## Geografie
Die Gemeinde Limeshain besteht aus den Ortsteilen Hainchen, Himbach und Rommelhausen. Sie grenzt im Westen und Norden an die Gemeinde Altenstadt, im Osten an die Stadt Büdingen, im Süden an die Gemeinde Hammersbach (Main-Kinzig-Kreis) sowie im Südwesten an die Stadt Nidderau (Main-Kinzig-Kreis).

## Geschichte
Der Ort Rommelhausen wurde im Jahr 930 als Ruommothusen erstmals urkundlich erwähnt. Die erste Erwähnung des Ortes Himbach findet sich in einer Urkunde Heinrichs IV. aus dem Jahr 1057 als Hintbach. Hainchen wurde erst 1367 als „Zu dem Hain“ erwähnt. Ebenso wie Himbach gehörte es zu dieser Zeit zum Gericht Eckartshausen.
Die drei bis dahin verschiedenen Landratsbezirken zugeordneten Ortschaften gehörten ab dem Jahr 1874 zum Landkreis Büdingen.

### Gebietsreform
Am 31. Dezember 1971 fusionierten im Zuge der Gebietsreform in Hessen die bis dahin selbständigen Gemeinden Hainchen, Himbach und Rommelhausen zur neuen Gemeinde Limeshain.
Am 1. August 1972 wurde der Altkreis Büdingen aufgelöst. Die Gemeinde Limeshain wurde dem neuen Wetteraukreis zugeordnet.

### Einwohnerentwicklung

#### Einwohnerstruktur
Nach den Erhebungen des Zensus 2011 lebten am Stichtag, dem 9. Mai 2011, in Limeshain 5255 Einwohner. Darunter waren 492 (9,4 %) Ausländer, von denen 142 aus dem EU-Ausland, 276 aus anderen europäischen Ländern und 75 aus anderen Staaten kamen.
Nach dem Lebensalter waren 927 Einwohner unter 18 Jahren, 2259 waren zwischen 18 und 49, 1131 zwischen 50 und 64 und 936 Einwohner waren älter.
Die Einwohner lebten in 2220 Haushalten. Davon waren 576 Singlehaushalte, 666 Paare ohne Kinder und 747 Paare mit Kindern, sowie 195 Alleinerziehende und 36 Wohngemeinschaften. In 381 Haushalten lebten ausschließlich Senioren/-innen und in 1518 Haushaltungen leben keine Senioren/-innen.

#### Einwohnerzahlen
| Limeshain: Einwohnerzahlen von 1970 bis 2019                             | Limeshain: Einwohnerzahlen von 1970 bis 2019 | Limeshain: Einwohnerzahlen von 1970 bis 2019 | Limeshain: Einwohnerzahlen von 1970 bis 2019 | Limeshain: Einwohnerzahlen von 1970 bis 2019 |
| ------------------------------------------------------------------------ | -------------------------------------------- | -------------------------------------------- | -------------------------------------------- | -------------------------------------------- |
| Jahr                                                                     |                                              |                                              |                                              | Einwohner                                    |
| 1970                                                                     | 1970                                         |                                              | 2.770                                        | 2.770                                        |
| 1973                                                                     | 1973                                         |                                              | 3.233                                        | 3.233                                        |
| 1975                                                                     | 1975                                         |                                              | 3.489                                        | 3.489                                        |
| 1980                                                                     | 1980                                         |                                              | 4.033                                        | 4.033                                        |
| 1985                                                                     | 1985                                         |                                              | 4.201                                        | 4.201                                        |
| 1990                                                                     | 1990                                         |                                              | 4.869                                        | 4.869                                        |
| 1995                                                                     | 1995                                         |                                              | 5.351                                        | 5.351                                        |
| 2000                                                                     | 2000                                         |                                              | 5.595                                        | 5.595                                        |
| 2005                                                                     | 2005                                         |                                              | 5.455                                        | 5.455                                        |
| 2010                                                                     | 2010                                         |                                              | 5.362                                        | 5.362                                        |
| 2011                                                                     | 2011                                         |                                              | 5.255                                        | 5.255                                        |
| 2015                                                                     | 2015                                         |                                              | 5.480                                        | 5.480                                        |
| 2019                                                                     | 2019                                         |                                              | 5.747                                        | 5.747                                        |
| Quellen: LAGIS; Hessisches Statistisches Informationssystem; Zensus 2011 |                                              |                                              |                                              |                                              |

#### Religionszugehörigkeit
| • 1987: | 2734 evangelische (= 62,53 %), 860 katholische (= 19,67 %), 778 sonstige (= 17,79 %) Einwohner  |
| • 2011: | 2459 evangelische (= 46,79 %), 897 katholische (= 17,07 %), 1900 sonstige (= 36,16 %) Einwohner |

## Politik

### Gemeindevertretung
Die Kommunalwahl am 14. März 2021 lieferte folgendes Ergebnis, in Vergleich gesetzt zu früheren Kommunalwahlen:
| Sitzverteilung in der Gemeindevertretung 2021Insgesamt 23 Sitze - SPD: 11 - Grüne: 5 - UBL: 7 | Parteien und Wählergemeinschaften | Parteien und Wählergemeinschaften           | 2021  | 2021  | 2016  | 2016  | 2011  | 2011  | 2006  | 2006  | 2001  | 2001  |
| Sitzverteilung in der Gemeindevertretung 2021Insgesamt 23 Sitze - SPD: 11 - Grüne: 5 - UBL: 7 | Parteien und Wählergemeinschaften | Parteien und Wählergemeinschaften           | %     | Sitze | %     | Sitze | %     | Sitze | %     | Sitze | %     | Sitze |
| Sitzverteilung in der Gemeindevertretung 2021Insgesamt 23 Sitze - SPD: 11 - Grüne: 5 - UBL: 7 | SPD                               | Sozialdemokratische Partei Deutschlands     | 50,3  | 11    | 65,1  | 18    | 55,0  | 15    | 51,7  | 14    | 52,5  | 14    |
| Sitzverteilung in der Gemeindevertretung 2021Insgesamt 23 Sitze - SPD: 11 - Grüne: 5 - UBL: 7 | UBL                               | Unabhängige Bürgerliste Limeshain           | 26,2  | 7     | —     | —     | —     | —     | —     | —     | —     | —     |
| Sitzverteilung in der Gemeindevertretung 2021Insgesamt 23 Sitze - SPD: 11 - Grüne: 5 - UBL: 7 | Grüne                             | Bündnis 90/Die Grünen                       | 23,4  | 5     | 10,7  | 3     | 12,2  | 3     | —     | —     | —     | —     |
| Sitzverteilung in der Gemeindevertretung 2021Insgesamt 23 Sitze - SPD: 11 - Grüne: 5 - UBL: 7 | CDU                               | Christlich Demokratische Union Deutschlands | —     | —     | 24,2  | 6     | 17,6  | 5     | 22,7  | 6     | 22,4  | 6     |
| Sitzverteilung in der Gemeindevertretung 2021Insgesamt 23 Sitze - SPD: 11 - Grüne: 5 - UBL: 7 | FWG                               | Freie Wählergemeinschaft Limeshain          | —     | —     | —     | —     | 15,2  | 4     | 25,6  | 7     | 25,1  | 7     |
| Sitzverteilung in der Gemeindevertretung 2021Insgesamt 23 Sitze - SPD: 11 - Grüne: 5 - UBL: 7 | Gesamt                            | Gesamt                                      | 100,0 | 23    | 100,0 | 27    | 100,0 | 27    | 100,0 | 27    | 100,0 | 27    |
| Sitzverteilung in der Gemeindevertretung 2021Insgesamt 23 Sitze - SPD: 11 - Grüne: 5 - UBL: 7 | Wahlbeteiligung in %              | Wahlbeteiligung in %                        | 47,4  | 47,4  | 47,8  | 47,8  | 46,0  | 46,0  | 44,0  | 44,0  | 49,8  | 49,8  |

### Bürgermeister
Nach der hessischen Kommunalverfassung wird der Bürgermeister für eine sechsjährige Amtszeit gewählt, seit dem Jahr 1993 in einer Direktwahl, und ist Vorsitzender des Gemeindevorstands, dem in der Gemeinde Limeshain neben dem Bürgermeister der Erste Beigeordnete und fünf weitere ehrenamtliche Beigeordnete angehören. Bürgermeister ist seit dem 1. Oktober 2002 Adolf Ludwig (SPD). Er wurde als Nachfolger von Klaus Hühn (SPD), der nicht mehr kandidiert hatte, am 14. April 2002 im ersten Wahlgang ohne Gegenkandidaten bei 34,3 Prozent Wahlbeteiligung mit 92,1 Prozent der Stimmen gewählt. Es folgten drei Wiederwahlen, zuletzt, pandemiebedingt verschoben, am 1. November 2020. Durch die verschobene Wahl verschob sich der Beginn der Amtszeit auf den 1. Januar 2021.
Amtszeiten der Bürgermeister
- 2002–2026 Adolf Ludwig (SPD)[15]
- 1990–2002 Klaus Hühn (SPD)
- 1972–1990 Fritz Lehr (SPD)

## Kultur und Sehenswürdigkeiten
Durch das Gemeindegebiet verläuft der Obergermanisch-Raetische Limes, eine von den Römern bis etwa 260 n. Chr. unterhaltene Grenzanlage mit Kastellen und Beobachtungstürmen. Dazu gehört das Kleinkastell „Auf dem Buchkopf“ bei Rommelhausen. Noch heute im Gelände sichtbare Reste dieser Befestigungsanlagen sind westlich bis südlich von Rommelhausen erhalten und können über zu diesem Zweck angelegte Wanderwege erkundet werden.
Ein 25 Meter langes rekonstruiertes Teilstück des Limes zeigt den Ausbauzustand um 200 n. Chr. Die Rekonstruktion wurde im Zusammenhang mit einem archäologischen und naturkundlichen Wanderlehrpfad nach der Idee von Bürgermeister a. D. Klaus Hühn während seiner Amtszeit errichtet. Etwas weiter südlich wurde im Jahr 2013 der 11,46 Meter hohe, rekonstruierte Steinturm des Wachtposten 4/103 „Eckartshäuser Unterwald“ eingeweiht.

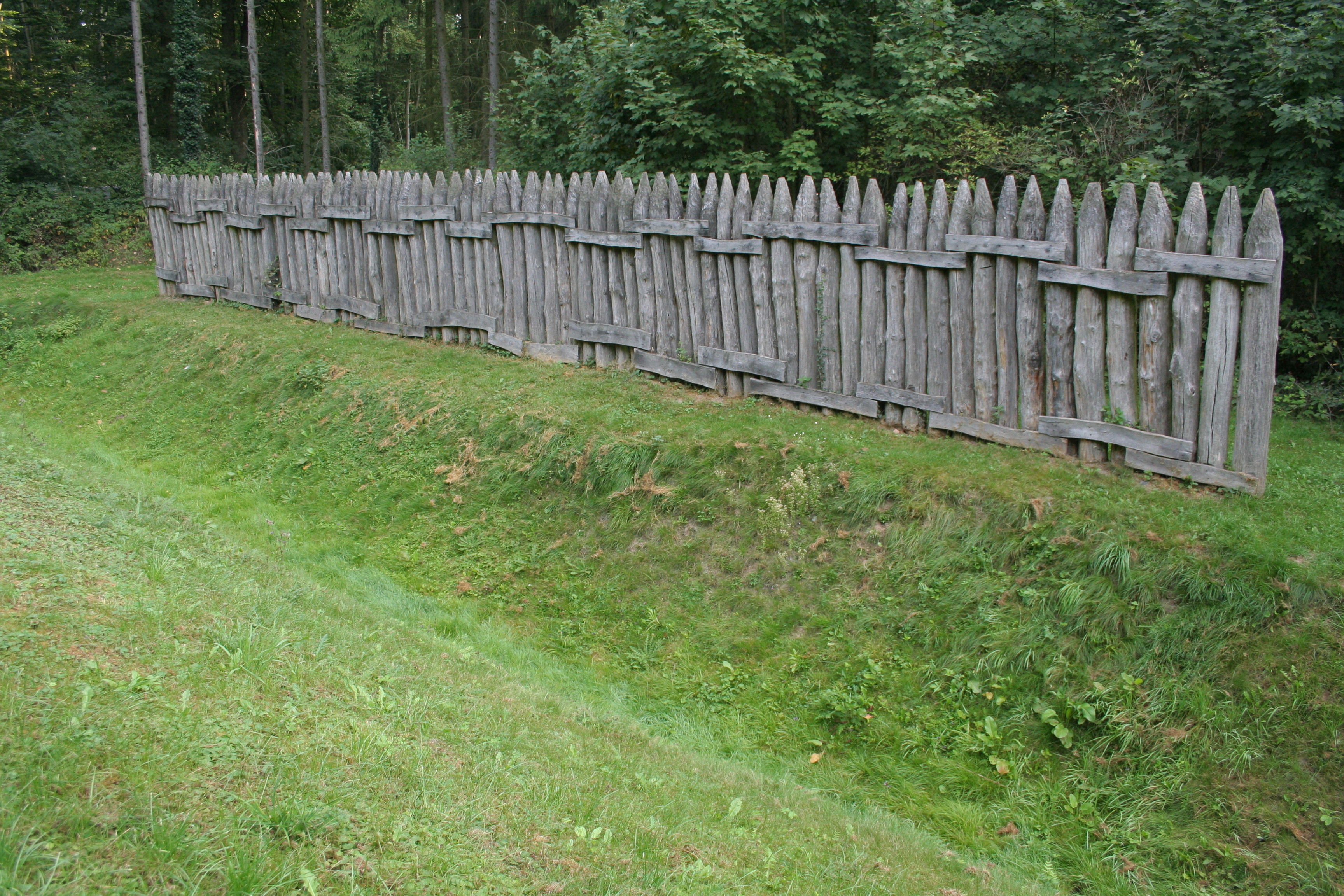
Rekonstruiertes Teilstück des Limes
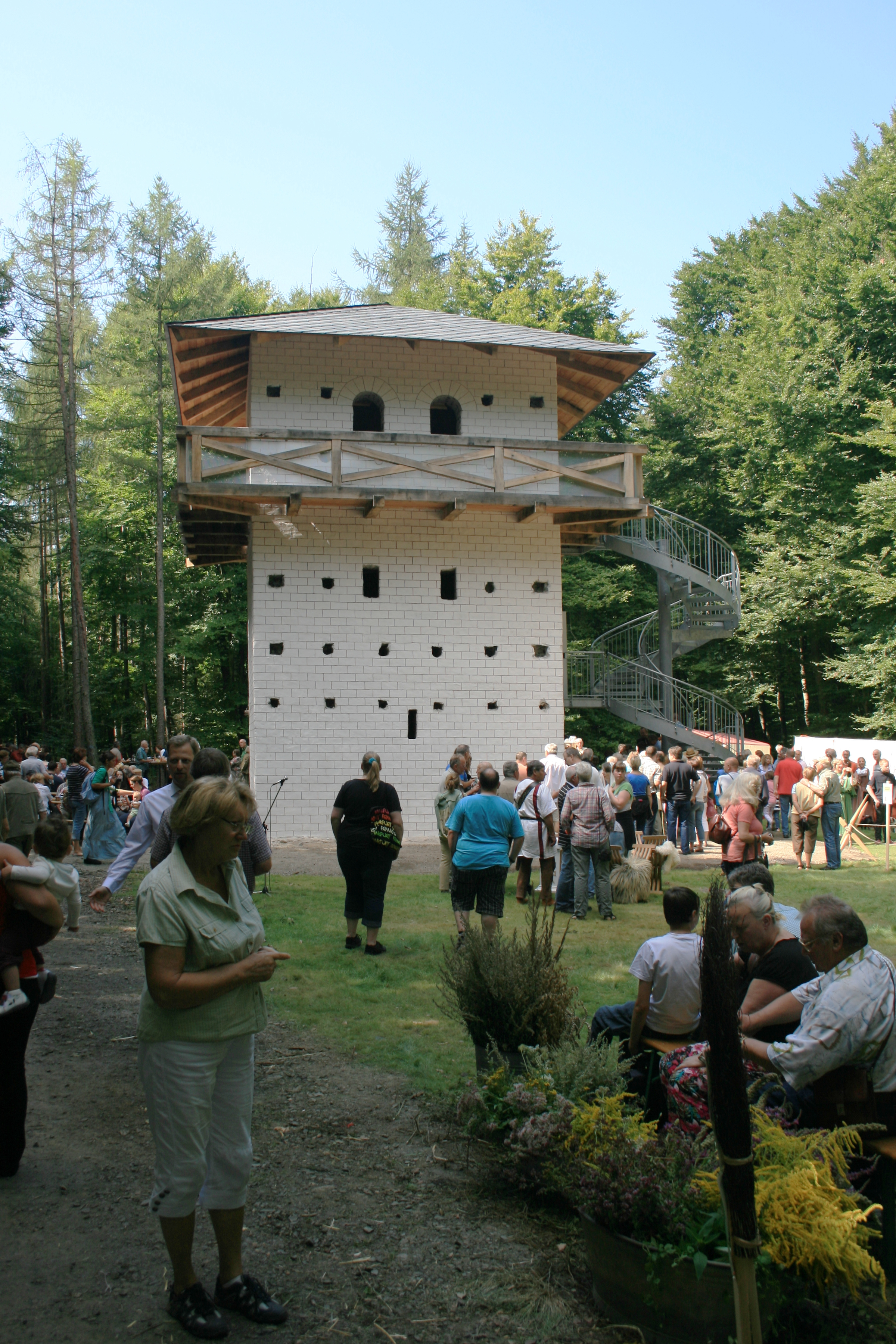
Rekonstruierter Limeswachturm 4/103 bei der Eröffnung
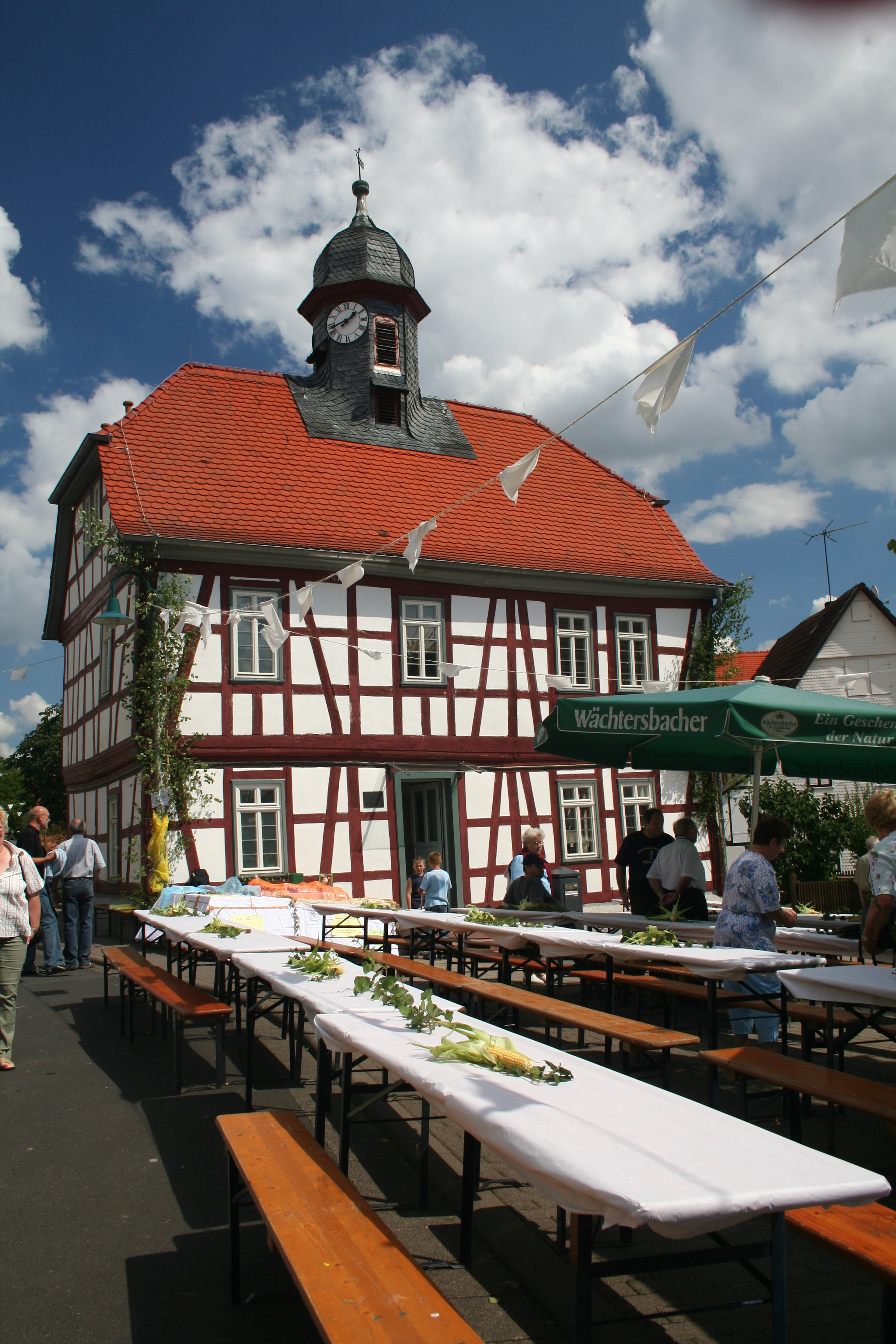
Das 1999 sanierte ehemalige Rathaus Himbach
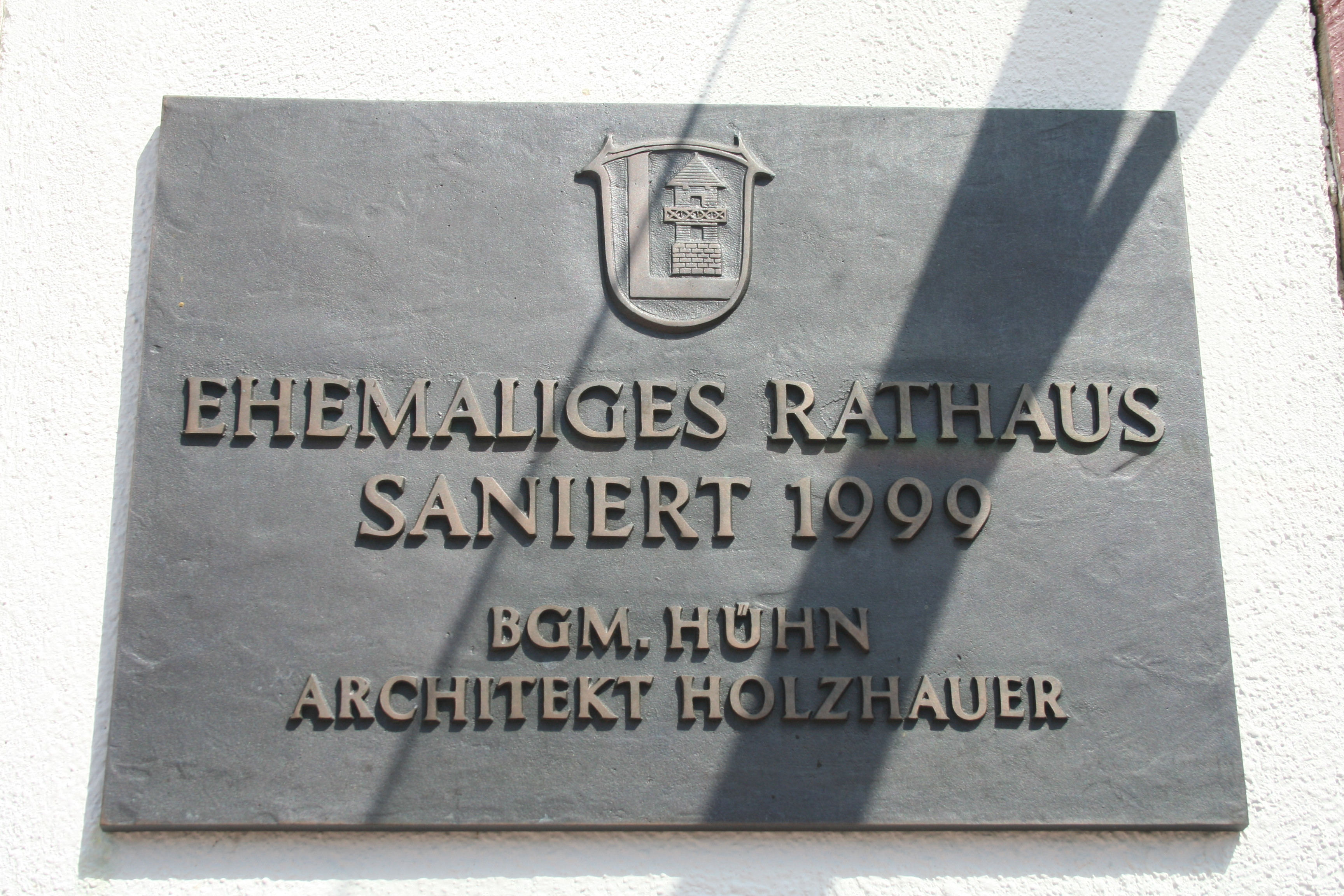
Erinnerungstafel am Rathaus